# Pacem, Dei munus pulcherrimum

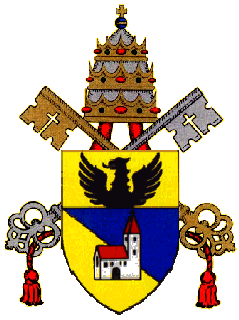
Wappen Papst Benedikts XV.

Am 23. Mai 1920 erschien zu Pfingsten von Papst Benedikt XV. unter dem Namen „Pacem, Dei munus pulcherrimum“ (lat.: Frieden, das schönste Geschenk Gottes) erstmals eine Enzyklika, mit der sich ein Papst in der Hauptsache mit dem Thema des Friedens befasste.

## Aussöhnung statt Unterdrückung
Im Vordergrund seiner Betrachtungen sah er die Notwendigkeit einer Aussöhnung zwischen Siegern und Besiegten des Ersten Weltkrieges. Deshalb ist dieser Enzyklika der Untertitel „Über den Frieden und christliche Versöhnung“ beigegeben. Seine Idee wurzelte in dem Gedanken, dass man nach einem Krieg, wenn man den Frieden erreichen wolle, damit aufhören  müsse, den Gegner zu unterdrücken. Benedikt XV. vertraute – in diesem später den Friedensenzykliken zugeordneten Apostolischen Rundschreiben – auf die Vernunft der Diplomatie und darauf, dass sich Feinde versöhnen können.  Er forderte, dass die Siegermächte einen Frieden schließen sollen, der nicht gleich in das Gefühl des Hasses umschlage, gleichzeitig zeigte der Papst das Interesse an einer „Völkerbundidee“.

## Einheit der Völker
Den nationalen Überlegungen der Großmächte setzte er den Gedanken der Einheit aller Völker entgegen: „Die Völker sind durch ein natürliches Band gegenseitiger Abhängigkeit wie gegenseitigen Wohlwollens miteinander verbunden“ (Abs. 16). Alle Geschöpfe Gottes seien eine einzige Familie, Kinder Gottes, und damit einander Brüder und Schwestern.

## „Vereinigte Nationen“
Dieser Gedanke des Zusammenschlusses der Völker „zu einer einzigen Vereinigung“, er nennt es foederatis nationibus, dieses ist der vorweggenommene Begriff der heutigen „Vereinigten Nationen“. Diesen „Vereinigten Nationen“ verspricht der Papst den vollkommenen und aktiven Beistand der Kirche. Durch das Ordnungsprinzip und die Einrichtung einer solchen Institution besitze die Kirche die „wunderbare Fähigkeit, die Menschen zu verbinden und dieses nicht nur in Glaubensfragen“ (Abs. 18). Diese Völkervereinigung, die für die Sache der Gerechtigkeit und Liebe eintrete, verstehe er als das „vollkommene Urbild einer universalen Gesellschaft“ (ebd.)
Der Begriff der Völkergemeinschaft wurde von Papst Pius XII. weiter entwickelt, nachdem schon Pius XI. sein Amt unter den Leitgedanken des Friedens Christi gestellt hatte; Johannes XXIII. erkannte dann 1963 die Allgemeine Erklärung der Menschenrechte ausdrücklich an, Papst Paul VI. besuchte am 4. Oktober 1965 selbst die Vereinten Nationen. Diese Entwicklung wurde also bereits durch Benedikt XV. eingeleitet.

## Textausgaben
- ACTA BENEDICTI PP. XV EPISTOLA ENCYCLICA ... DE PACIS RECONCILIATIONE CHRISTIANA. BENEDICTUS PP. XV ... Pacem, Dei munus pulcherrimum. In: Acta Apostolicae Sedis XII (1920) pp. 209–218. [amtlicher lateinischer Originaltext]
- Rundschreiben Papst Benedikts XV. vom 23. Mai 1920 PACEM DEI MUNUS. In: Heilslehre der Kirche. Dokumente von Pius IX. bis Pius XII. Deutsche Ausgabe des französischen Originals von P[aul] Cattin O.P. und H[umbert]-Th[omas] Conus O.P. besorgt von Anton Rohrbasser. Paulusverlag, Freiburg/Schw. 1953, S. 610–621.